# رون فاولر (فنان)
رون فاولر (بالإنجليزية: Ron Fuller)‏ هو فنان بريطاني، ولد في 1937، وتوفي في 2 يوليو 2017.